# فزر جبلي
الفزر الجبلي (باللاتينية: Sideritis montana) نوع نباتي يتبع جنس الفزر من الفصيلة الشفوية.

## الموئل والانتشار
موطنه بلاد الشام والمغرب العربي وتركيا وجنوب أوروبا ووسطها وحوض البحر الأسود.

## مرادفات للاسم العلمي
- (باللاتينية: Burgsdorfia montana (L.) Rchb.)
- (باللاتينية: Hesiodia montana (L.) Dumort.)
- (باللاتينية: Hesiodia ebracteata (Asso) Soják)
- (باللاتينية: Hesiodia bicolor Moench)
- (باللاتينية: Hesiodia montana subsp. comosa (Rochel ex Benth.) Soják)
- (باللاتينية: Sideritis comosa (Rochel ex Benth.) Stankov)
- (باللاتينية: Sideritis ebracteata Asso)
- (باللاتينية: Sideritis riklii Briq.)
- (باللاتينية: Stachys bicolor (Moench) E.H.L.Krause)